# Mai és tan fosc
Mai és tan fosc (Nunca es tan oscuro en español) es una película española documental del 2014 dirigida por la cineasta y guionista Èrika Sánchez Marcos. Se estrenó en cines el 20 de septiembre de 2014.
Èrika Sánchez Marcos, junto a un pequeño equipo cinematográfico, dibuja un retrato del economista y activista Arcadi Oliveres (1945). Dos años clave de su biografía: de las luchas estudiantiles contra la dictadura de Franco en los años 1960, pasando por los movimientos antiglobalización, la creación del Foro Social Mundial en Porto Alegre y el movimiento de los indignados. Una road movie que aúna la lucha colectiva de la "Spanish Revolution" con la soledad del camino en su particular evangelio contra el capital. Del estruendo de las masas de una sociedad en el abismo a la lucha individual de un hombre por superar los escollos de la condición humana.